# Daniel Boone (série télévisée, 1964)
Pour les articles homonymes, voir Daniel Boone (homonymie) et Boone.
Daniel Boone est une série télévisée américaine en 165 épisodes de 52 minutes, créée par Borden Chase et diffusée entre le 24 septembre 1964 et le 7 mai 1970 sur le réseau NBC.
La série a été doublée au Québec et diffusée à partir du 1er juin 1971 à la Télévision de Radio-Canada, et en France, à partir du 23 octobre 1976 sur TF1 et auparavant sur TMC.
La série a été précédée par une mini-série de quatre épisodes diffusée en 1960-1961 dans l'émission Walt Disney Presents sur ABC avec en vedette Dewey Martin.

## Synopsis
Cette série met en scène les aventures du trappeur Daniel Boone dans le Kentucky du XVIIIe siècle.

## Distribution
- Fess Parker (VQ : Léo Ilial) : Daniel Boone
- Albert Salmi : Yadkin (1964-1965)
- Ed Ames (en) (VQ : François Cartier) : Mingo (1964-1968)
- Patricia Blair (VQ : Estelle Picard) : Rebecca Boone
- Veronica Cartwright (VQ : Louise Turcot) : Jemima Boone (1964-1966)
- Darby Hinton (en) : Israel Boone
- Dal McKennon (VQ : Robert Rivard) : Cincinnatus
- Robert Logan (VQ : Marc Bellier) : Jericho Jones (1965-1966)
- Don Pedro Colley : Gideon (1968-1969)
- Roosevelt Grier : Gabe Cooper (1969-1970)
- Jimmy Dean : Josh Clements (1968-1970)
- Kurt Russell : Jed (1965-1969)

 Source et légende : version québécoise (VQ) sur Doublage.qc.ca

## Épisodes

### Première saison (1964-1965)
1. Titre français inconnu (Ken-Tuck-E)
2. Titre français inconnu (Tekawitha McLeod)
3. Titre français inconnu (My Brother's Keeper)
4. Titre français inconnu (The Family Fluellen)
5. Titre français inconnu (The Choosing)
6. Titre français inconnu (Lac Duquesne)
7. Titre français inconnu (The Sound of Wings)
8. Titre français inconnu (A Short Walk to Salem)
9. Titre français inconnu (The Sisters O'Hannrahan)
10. Titre français inconnu (Pompey)
11. Titre français inconnu (Mountain of the Dead)
12. Titre français inconnu (Not in Our Stars)
13. Titre français inconnu (The Hostages)
14. Titre français inconnu (The Returning)
15. Titre français inconnu (The Prophet)
16. Titre français inconnu (The First Stone)
17. Titre français inconnu (A Place of 1000 Spirits)
18. Titre français inconnu (The Sound of Fear)
19. Titre français inconnu (The Price of Friendship)
20. Titre français inconnu (The Quietists)
21. Titre français inconnu (The Devil's Four)
22. Titre français inconnu (The Reunion)
23. Titre français inconnu (The Ben Franklin Encounter)
24. Titre français inconnu (Four-Leaf Clover)
25. Titre français inconnu (Cain's Birthday : Part 1)
26. Titre français inconnu (Cain's Birthday : Part 2)
27. Titre français inconnu (Daughter of the Devil)
28. Titre français inconnu (Doll of Sorrow)
29. Titre français inconnu (The Courtship of Jericho Jones)

### Deuxième saison (1965-1966)
1. Titre français inconnu (Empire of the Lost)
2. Titre français inconnu (The Tortoise and the Hare)
3. La Vallée des Aztèques (The Mound Builders)
4. Un nommé Rawls (My Name Is Rawls)
5. La Caverne du vieil homme (The Old Man and the Cave)
6. L'Expédition (The Trek)
7. L'Histoire d'Aaron Burr (The Aaron Burr Story)
8. Le Cri de l'or (Cry of Gold)
9. Titre français inconnu (The Peace Tree)
10. Titre français inconnu (The Thanksgiving Story)
11. Une corde pour Mingo (A Rope for Mingo)
12. Le Premier Amour (The First Beau)
13. Voyage périlleux (Perilous Journey)
14. Histoire de Noël (The Christmas Story)
15. Le Massacre de Tamarack (The Tamarack Massacre Affair)
16. Gabriel (Gabriel)
17. Territoire Seminole (Seminole Territory)
18. Le Déserteur (The Deserter)
19. Panique près du feu (Crisis by Fire)
20. Le Fusil (The Gun)
21. Titre français inconnu (The Prisoner)
22. Titre français inconnu (The Fifth Man)
23. Titre français inconnu (Gun-Barrel Highway)
24. Titre français inconnu (The Search)
25. Titre français inconnu (Fifty Rifles)
26. Titre français inconnu (The Trap)
27. Titre français inconnu (The Accused)
28. Titre français inconnu (Cibola)
29. Titre français inconnu (The High Cumberland : Part 1)
30. Titre français inconnu (The High Cumberland : Part 2)

### Troisième saison (1966-1967)
1. Titre français inconnu (Dan'l Boone Shot a B'ar)
2. Titre français inconnu (The Allegiances)
3. Titre français inconnu (Goliath)
4. Titre français inconnu (Grizzly)
5. Titre français inconnu (First in War, First in Peace)
6. Titre français inconnu (Run a Crooked Mile)
7. Titre français inconnu (The Matchmaker)
8. Titre français inconnu (Onatha)
9. Titre français inconnu (The Loser's Race)
10. Titre français inconnu (The Enchanted Gun)
11. Titre français inconnu (Requiem for Craw Green)
12. Titre français inconnu (The Lost Colony)
13. Titre français inconnu (River Passage)
14. Titre français inconnu (When a King Is a Pawn)
15. Titre français inconnu (The Symbol)
16. Titre français inconnu (The Williamsburg Cannon : Part 1)
17. Titre français inconnu (The Williamsburg Cannon : Part 2)
18. Titre français inconnu (The Wolf Man)
19. Titre français inconnu (The Jasper Ledbetter Story)
20. Titre français inconnu (When I Became a Man, I Put Away Childish Things)
21. Titre français inconnu (The Long Way Home)
22. Titre français inconnu (The Young Ones)
23. Titre français inconnu (Delo Jones)
24. Titre français inconnu (The Necklace)
25. Titre français inconnu (Fort West Point)
26. Titre français inconnu (Bitter Mission)
27. Titre français inconnu (Take the Southbound Stage)
28. Titre français inconnu (The Fallow Land)

### Quatrième saison (1967-1968)
1. La Balade du crotale et du Cherokee (The Ballad of Sidewinder and Cherokee)
2. Titre français inconnu (The Ordeal of Israel Boone)
3. Titre français inconnu (The Renegade)
4. Tanner (Tanner)
5. Beaumarchais (Beaumarchais)
6. Titre français inconnu (The King's Shilling)
7. L'Héritage (The Inheritance)
8. Titre français inconnu (The Traitor)
9. La Valeur d'un roi (The Value of a King)
10. Le Raid désespéré (The Desperate Raid)
11. Titre français inconnu (Fort New Madrid aka the Spanish Fort)
12. Titre français inconnu (Chief Mingo)
13. Code secret (Secret Code)
14. Une Histoire de sang (A Matter of Blood)
15. Titre français inconnu (The Scrimshaw Ivory Chart)
16. L'Imposteur (The Imposter)
17. Titre français inconnu (The Witness)
18. Les Roches enflammées (The Flaming Rocks)
19. Titre français inconnu (They Hang from the Yardarm If Willy Gets Away?)
20. Le Fort espagnol (The Spanish Horse)
21. Titre français inconnu (Hero's Welcome)
22. Orlando, le prophète (Orlando, the Prophet)
23. Titre français inconnu (Far Side of Fury)
24. Titre français inconnu (Nightmare)
25. Trente pièces d'argent (Thirty Pieces of Silver)
26. Titre français inconnu (Faith's Way)

### Cinquième saison (1968-1969)
1. Titre français inconnu (Be Thankful for the Fickleness of Women)
2. Titre français inconnu (The Blackbirder)
3. Titre français inconnu (The Dandy)
4. Les Nonnes en fuite (The Fleeing Nuns)
5. Titre français inconnu (The Plague That Came to Ford's Run)
6. Titre français inconnu (The Bait)
7. Titre français inconnu (Big, Black and Out There)
8. Drapeau de trêve (Flag of Truce)
9. Titre français inconnu (Valley of the Sun)
10. Titre français inconnu (The Patriot)
11. Titre français inconnu (The Return of the Sidewinder)
12. Titre français inconnu (Minnow for a Shark)
13. Titre français inconnu (To Slay a Giant)
14. Titre français inconnu (A Tall Tale of Prater Beasley)
15. Titre français inconnu (Copperhead Izzy)
16. Titre français inconnu (Three Score and Ten)
17. Titre français inconnu (Jonah)
18. Titre français inconnu (Bickford's Bridge)
19. Titre français inconnu (A Touch of Charity)
20. Titre français inconnu (For Want of a Hero)
21. Titre français inconnu (Love and Equity)
22. Titre français inconnu (The Allies)
23. Titre français inconnu (A Man Before His Time)
24. Titre français inconnu (For a Few Rifles)
25. Titre français inconnu (Sweet Molly Malone)
26. Titre français inconnu (A Pinch of Salt)

### Sixième saison (1969-1970)
1. Titre français inconnu (A Very Small Rifle)
2. Titre français inconnu (The Road to Freedom)
3. Titre français inconnu (Benvenuto… Who ?)
4. Titre français inconnu (The Man)
5. Titre français inconnu (The Printing Press)
6. Titre français inconnu (The Traitor)
7. Titre français inconnu (The Grand Alliance)
8. Titre français inconnu (Target Boone)
9. Titre français inconnu (A Bearskin for Jamie Blue)
10. Titre français inconnu (The Cache)
11. Titre français inconnu (The Terrible Tarbots)
12. Titre français inconnu (Hannah Comes Home)
13. Titre français inconnu (An Angel Cried)
14. Titre français inconnu (Perilous Passage)
15. Titre français inconnu (Sunshine Patriots)
16. Titre français inconnu (Mamma Cooper)
17. Titre français inconnu (Before the Tall Man)
18. Titre français inconnu (Run for the Money)
19. Titre français inconnu (A Matter of Vengeance)
20. Titre français inconnu (The Landlords)
21. Titre français inconnu (Readin', Ritin', and Revolt)
22. Titre français inconnu (Noblesse Oblige)
23. L'Épreuve d'Israël Boone (The Homecoming)
24. Titre français inconnu (Bringing Up Josh)
25. Titre français inconnu (How to Become a Goddess)
26. Titre français inconnu (Israel and Love)

## Commentaires
Fess Parker avait déjà interprété un autre personnage mythique, Davy Crockett, dans la série homonyme pour les studios Disney. Il hésita quand on lui proposa le rôle de Daniel Boone car plusieurs acteurs l'avaient déjà tenu avant lui mais il finit par accepter et connut alors un immense succès.
Plusieurs acteurs, également sous contrat chez Disney, firent leurs débuts dans cette série, parmi lesquels : Jodie Foster, Jill Ireland, Barbara Hershey ou Kurt Russell.
À l'époque de sa diffusion en France, la commission chargée de surveiller les émissions de télévision, et plus spécialement les programmes destinés à la jeunesse, demanda qu'au générique de cette série, le prénom de Fess Parker soit changé en « Fier ».
L'humoriste français Dany Boon s'est inspiré du nom du personnage principal de cette série pour se trouver un pseudonyme.